# 卡斯特尔吉伦特
卡斯特尔吉伦特（法語：Castres-Gironde，法語發音：[kastʁ ʒiʁɔ̃d]）是法国吉伦特省的一个市镇，属于波尔多区。

## 地理
卡斯特尔吉伦特（44°41'47"N, 0°26'41"W）面积6.97 平方千米，位于法国新阿基坦大区吉倫特省，该省份为法国西南部沿海省份，是法國本土面积最大的省，北起滨海夏朗德省，西临大西洋，南至朗德省，东南接洛特-加龍省，东临多爾多涅省。
与卡斯特尔吉伦特接壤的市镇（或旧市镇、城区）包括：塔巴纳克、博蒂朗、波尔泰茨、圣塞尔沃。

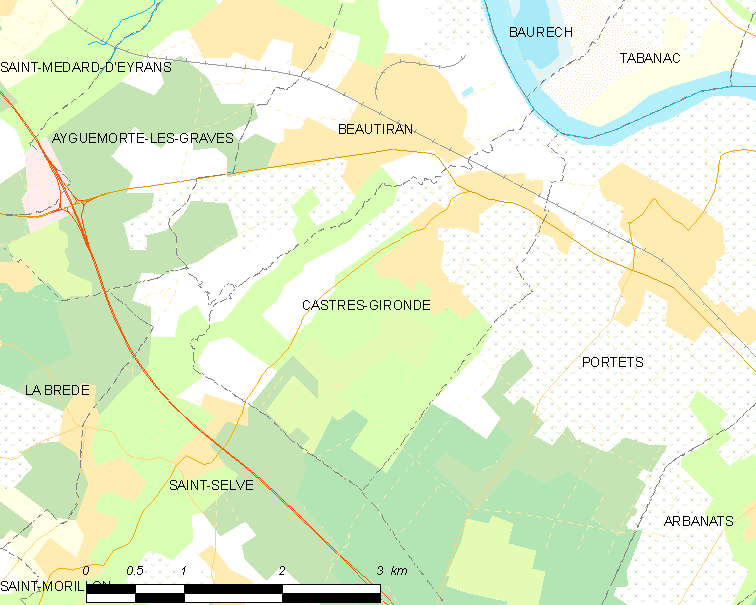
卡斯特尔吉伦特的OSM定位图

卡斯特尔吉伦特的时区为UTC+01:00、UTC+02:00（夏令时）。

## 行政
卡斯特尔吉伦特的邮政编码为33640，INSEE市镇编码为33109。

## 政治
卡斯特尔吉伦特所属的省级选区为拉布雷德县。

## 人口

1962-2008年间卡斯特尔吉伦特人口变化图示

卡斯特尔吉伦特于2022年1月1日时的人口数量为2689人。